# 1995-ös magyar vívóbajnokság
Az 1995-ös magyar vívóbajnokság a kilencvenedik magyar bajnokság volt. A férfi tőrbajnokságot december 21-én rendezték meg, a férfi párbajtőrbajnokságot december 20-án, a kardbajnokságot december 18-án, a női tőrbajnokságot december 18-án, a női párbajtőrbajnokságot pedig december 19-én, mindet Budapesten, a Nemzeti Sportcsarnokban.

## Eredmények
| Versenyszám          | Arany                  | Arany | Ezüst                   | Ezüst | Bronz                                                  | Bronz |
| -------------------- | ---------------------- | ----- | ----------------------- | ----- | ------------------------------------------------------ | ----- |
| Férfi tőrvívás       | Kiss Róbert Vasas SC   |       | Juhász Attila Vasas SC  |       | Marsi Márk MTKGátai Róbert MTK                         |       |
| Férfi párbajtőrvívás | Kovács Iván MTK        |       | Fekete Attila BVSC      |       | Totola Gábor MTKKulcsár Krisztián Bp. Honvéd           |       |
| Férfi kardvívás      | Köves Csaba Újpesti TE |       | Boros György Bp. Honvéd |       | Szabó Bence Újpesti TECsongrádi László Gödöllői EAC    |       |
| Női tőrvívás         | Mohamed Aida MTK       |       | Mincza Ildikó MTK       |       | Jánosi Zsuzsa Bp. HonvédLantos Gabriella Bp. Honvéd    |       |
| Női párbajtőrvívás   | Hormay Adrienn MTK     |       | Nagy Tímea Bp. Honvéd   |       | Szalay Gyöngyi Tapolcai Bauxit ISEHorváth Mariann BVSC |       |